# Emili Sagi i Barba
Pour les articles homonymes, voir Sagi et Barba (homonymie).
Emili Sagi i Barba (Barcelone, 1876 - Polop, Marina Baixa, 1949) est un chanteur baryton catalan. Il obtint de grands succès dans l'opéra et dans les zarzuelas en Espagne et en Amérique latine. Il enregistra divers disques.
Il commença sa carrière comme chef d'orchestre. En 1914, il dirigea à Madrid Las golondrinas, de José María Usandizaga, en tant que chanteur. En 1932, à 56 ans il annonça sa retraite professionnelle bien qu'il maintînt une certaine activité professionnelle jusqu'à sa mort en 1949.
Il composa la zarzuela El desterrado en coopération avec Concordi Gelabert.
Son fils Emilio Sagi Liñán fut un footballeur célèbre connu sous le nom de Sagi-Barba, en référence à son père.
Sa nièce Anna Maria Martínez Sagi est la première femme dirigeante du FC Barcelone en 1934, sous la Seconde République.